# Saint-Germain-et-Mons
Saint-Germain-et-Mons è un comune francese di 753 abitanti situato nel dipartimento della Dordogna nella regione della Nuova Aquitania.

## Società

### Evoluzione demografica
Abitanti censiti